# Dorsale dell'Alpinista
La dorsale dell'Alpinista è una catena montuosa dell'Antartide. Situata nella regione nord-occidentale della Dipendenza di Ross, e in particolare in corrispondenza della costa di Borchgrevink, davanti al mare di Ross, la catena, che fa parte della più vasta catena dei monti Transantartici, si estende in direzione nord-sud per circa 90 km e in direzione est-ovest per circa 80 km. La catena, la cui vetta più elevata è rappresentata dal monte Murchison, che arriva a 3500 m s.l.m., è delimitata a nord-ovest dal nevaio Hercules, a nord-est ghiacciaio Mariner, che la divide i monti della Vittoria, a ovest dal ghiacciaio Aviator, che la divide dai monti Southern Cross, e a sud-est dalla baia di Lady Newnes.  La dorsale è attraversata da vasti ghiacciai, tra cui spiccano l'Icebreaker e il Meander, e molti dei ghiacciai presenti sul lato sud-orientale della dorsale,  come il Parker, il Suter e il Wylde, gettandosi nella baia di Lady Newnes formano una lingua glaciale sopra di essa.

## Storia
La parte della catena rivolta al mare fu avvistata per la prima volta nel 1841 dall'esploratore britannico James Clark Ross, ma la mappatura di tutte le formazioni presenti nella dorsale è stata effettuata solo negli anni 1960 da membri dello United States Geological Survey (USGS) grazie a fotografie aeree scattate dalla marina militare statunitense nel periodo 1960-64 e a materiale proveniente da varie ricognizioni neozelandesi. Proprio i membri di una di queste ricognizioni, quella avvenuta nel 1958-59, battezzarono così la dorsale sia in onore dei membri delle precedenti spedizioni del 1957-58, che esplorarono proprio quest'area, sia in associazione con i nomi delle altre formazioni circostanti, come il ghiacciaio Mariner (in inglese: "marinaio") e il ghiacciaio Aviator ("aviatore").

## Mappe
Di seguito una serie di mappe in scala 1:250 000 realizzate dallo USGS:

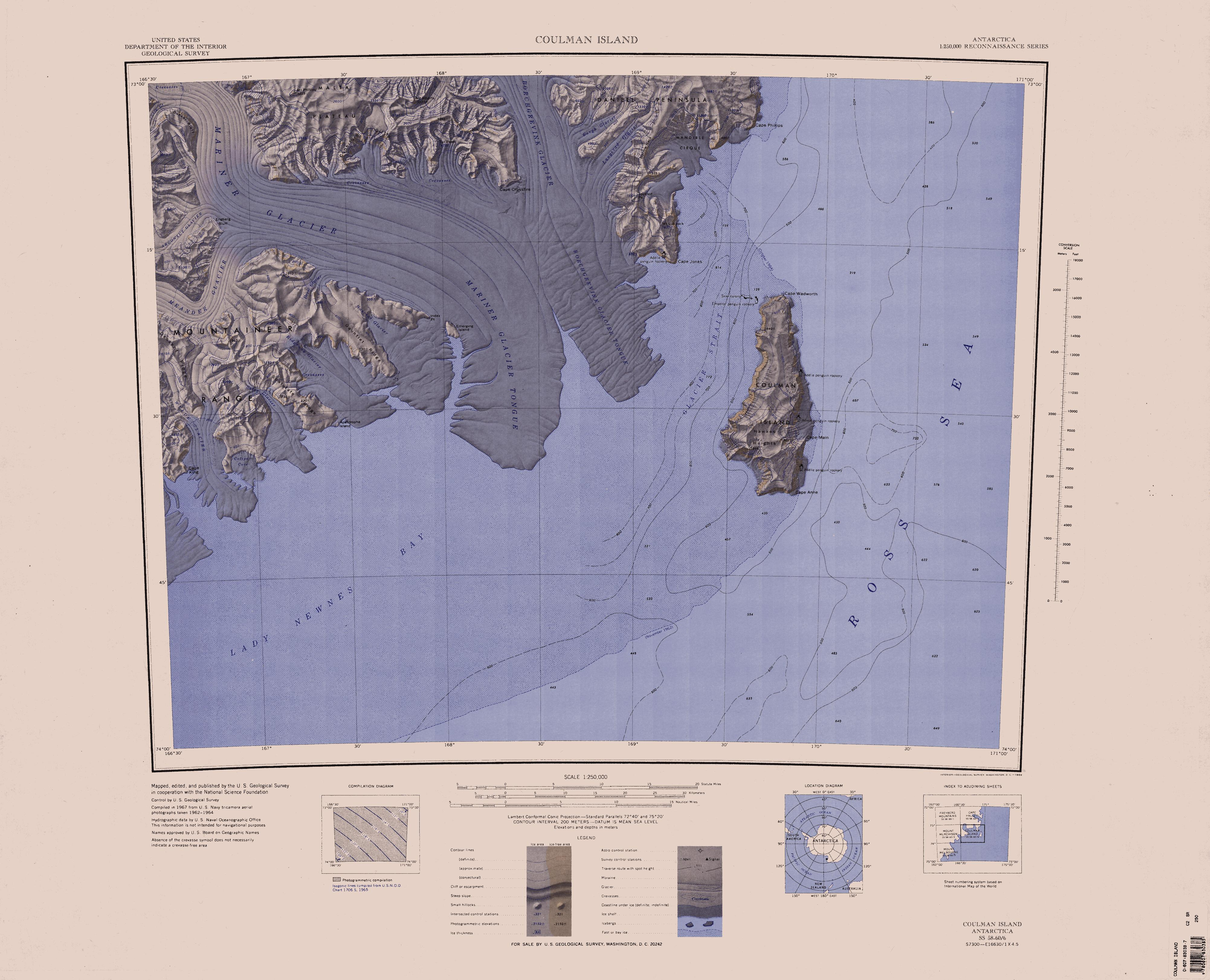
Nella parte occidentale di questa mappa è visibile l'estremità orientale della dorsale dell'Alpinista.
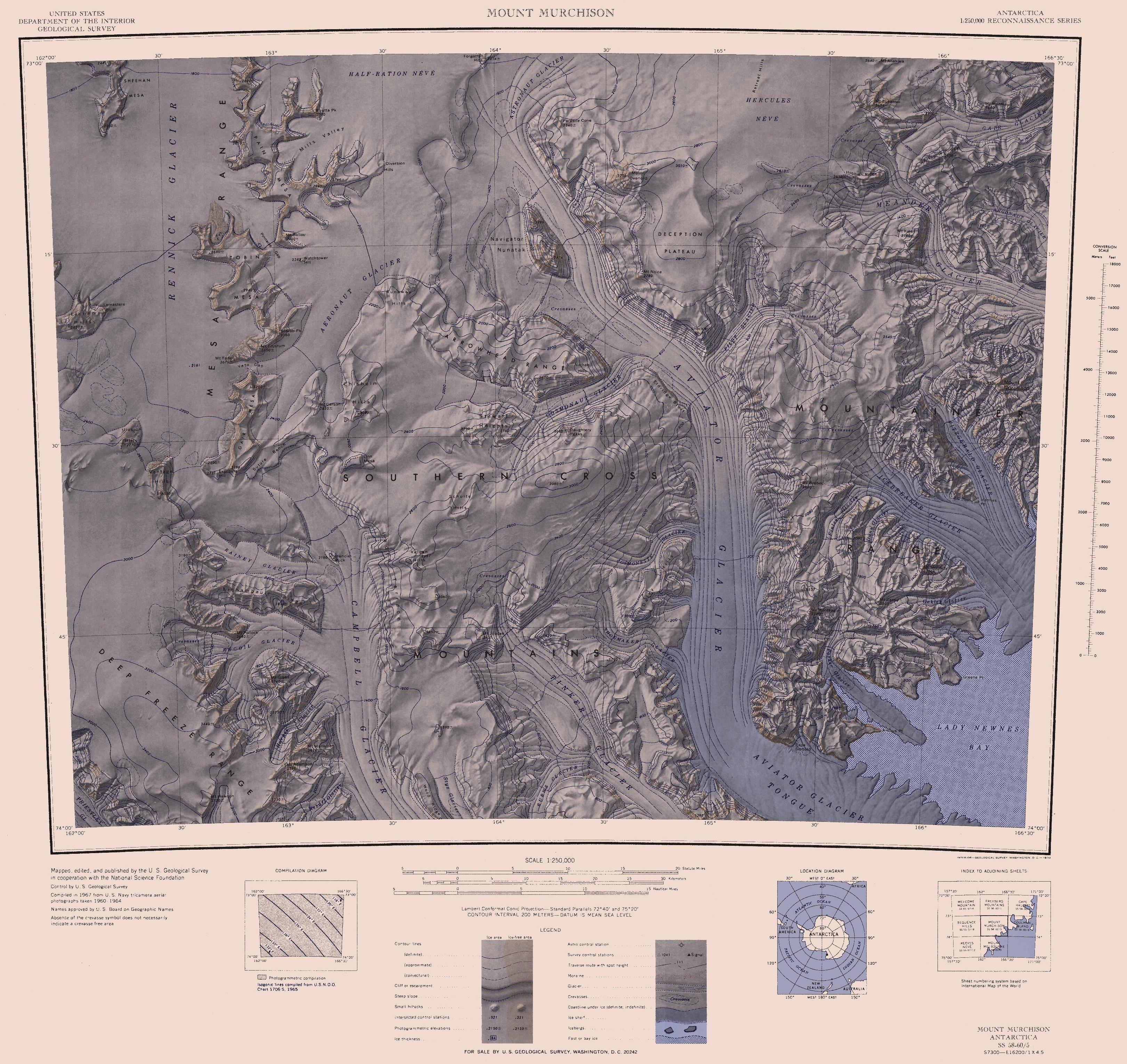
Nella parte orientale di questa mappa è visibile la parte occidentale della dorsale dell'Alpinista.